# Leprechaun
Un leprechaun ([le.pʁə.ʃɔn] ou [le.pʁə.ʃon] ; en irlandais : leipreachán) est une petite créature humanoïde issue du folklore irlandais. Il est souvent représenté sous forme d'un vieil homme de petite taille avec une barbe, coiffé d'un chapeau et vêtu de rouge ou de vert. Le leprechaun passerait son temps à fabriquer des chaussures, à commettre des farces et à compter les pièces d'or qu'il conserve dans un chaudron caché au pied d'un arc-en-ciel. Si jamais il se fait capturer, il peut exaucer trois vœux en échange de sa libération.
Le terme français vient de l'anglais leprechaun ((/ˈlɛpɹəkɔːn/) qui dérive de l'irlandais leipreachán. Les origines plus anciennes sont moins certaines. Selon plusieurs sources, le mot irlandais dériverait du moyen irlandais luchrupán, dérivant du vieil irlandais luchorpán, composé d'après les racines lú (« petit ») et corpan/corp (« corps »). Le leprechaun est rattaché aux créatures du « petit peuple » et parfois comparé ou confondu avec le lutin ou le farfadet.

## Folklore

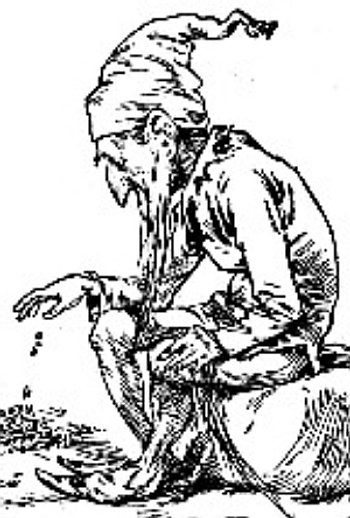
Leprechaun comptant son or. Gravure, vers 1900.

La plus ancienne référence connue apparaît dans le conte médiéval Echtra Fergus mac Léti. Le texte contient un épisode dans lequel Fergus mac Léti (en), roi d'Ulster, s'endort sur la plage et se réveille en se retrouvant entraîné dans la mer par trois lúchorpáin. Il capture ses ravisseurs, qui lui accordent trois vœux en échange de leur libération.
Issu du folklore irlandais, le leprechaun est présenté comme une créature solitaire, dont la principale occupation est de fabriquer et réparer des chaussures et de jouer des vilaines farces. Selon William Butler Yeats, la grande richesse de ces créatures féeriques provient de « marmites ou chaudrons de cuisine remplis d'or, enterrés durant d'anciennes époques de guerre », que les leprechauns ont découverts et se sont appropriés. Selon McAnally, le leprechaun serait le fils d'un « mauvais esprit » et une « créature féerique dégénérée » et ne serait « ni complètement bénéfique, ni complètement maléfique ».

## Représentation dans la culture moderne

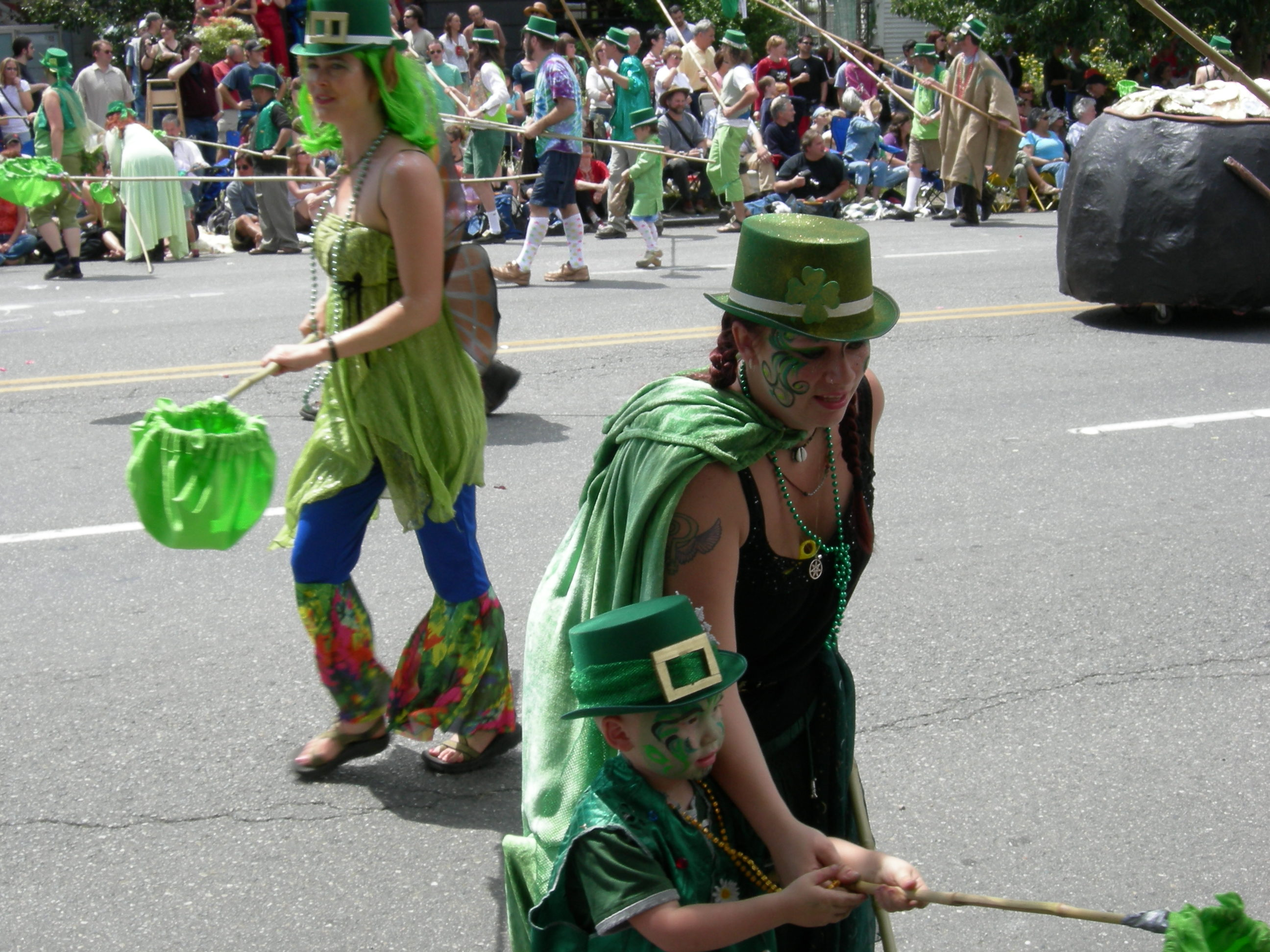
Costumes inspirés du leprechaun. Parade à Washington en 2007.

Les films, les dessins animés et la publicité ont popularisé une image spécifique des leprechauns, sans ressemblance avec les détails trouvés dans les cycles de la mythologie irlandaise.
L'archétype moderne du leprechaun est un vieillard barbu roux qui habite au pied d'un arc-en-ciel où il cache un pot ou un chaudron rempli d'or. Il est généralement habillé de vert et porte un trèfle à quatre feuilles. On dit aussi qu'il est très sarcastique, sournois et qu'il n'aime pas que les étrangers viennent le déranger. Il aurait d'ailleurs créé l'arc-en-ciel pour que personne ne puisse le voir et trouver son fameux trésor.
L'image stéréotypée d'un leprechaun vêtu de vert est particulièrement forte aux États-Unis où elle a de nombreux emplois, notamment commerciaux.

### Cinéma
Au cinéma, le leprechaun apparaît dans la saga de huit films d'horreur Leprechaun. Le premier Leprechaun, sorti en 1993, est réalisé par Mark Jones.
Le studio Disney réalise en 1959, un film nommé Darby O'Gill et les Farfadets où les petites personnes sont en réalité des leprechauns, malgré la traduction en farfadets.
Dans le film Harry Potter et la Coupe de feu, l'équipe nationale irlandaise de Quidditch annonce son arrivée en fabriquant dans le ciel un immense leprechaun en fumée qui se met à danser.
Incarné par Gary Oldman, il est aussi l'élément perturbateur du film Interstate 60 où il emmène Neal Oliver (James Marsden) à la recherche de la ville de Danver sur l'étrange route inter-états no 60.
Dans le long métrage musical Finian's Rainbow, réalisé en 1968 par Francis Ford Coppola, Og le leprechaun (Tommy Steele) tente de récupérer sa vasque d'or dérobée par Finian Mc Lonergan (Fred Astaire), lequel comptait sur les pouvoirs magiques de celle-ci pour mener son projet à terme.

### Télévision
- Dans un épisode de Bonanza réalisé en 1963, Hoss and the Leprechauns, une apparition de leprechauns à Virginia City suscite une battue géante. La résolution du mystère est l'occasion d'une leçon de tolérance.
- Le leprechaun est également un personnage récurrent de la série American Gods, adaptée du roman de Neil Gaiman, dans laquelle il est fortement modernisé, prenant la forme d'un homme de grande taille d'une trentaine d'années, arborant une barbe et chevelure rousse. Étant sans cesse en quête de sa pièce porte-bonheur, habitué des bars et des bagarres.
- Le leprechaun fait une apparition dans la série Charmed, où il est montré comme un semi-homme distribuant la chance ou la malchance aux êtres grâce à des pépites d'or qu'il cache au pied des arcs-en-ciel (pour appeler l'arc-en-ciel, il doit réciter une formule et l'arc-en-ciel apparaît).
- Il apparaît également en 1966 dans le vingt-sixième épisode de la deuxième saison de la série Ma sorcière bien-aimée intitulé Le Pot d'or.
- Dans le téléfilm Le Monde magique des Leprechauns.
- Dans l'épisode 20 de la saison 3 de la série d'animation Martin Mystère, La Fureur du Farfadet, Martin et Diana sont confrontés à un leprechaun prénommé Lugh.
- Dans le dixième épisode de la onzième saison de la série d'animation South Park, Imaginationland : Épisode 1, l'existence des leprechauns est l'objet d'un pari entre Kyle et Cartman. La capture d'un leprechaun lors d'une battue organisée donnera raison à ce dernier.
- Le deuxième épisode de la saison 3 (À la recherche d'un faux trésor) du dessin animé Les Minipouss est consacré aux leprechauns.
- Dans plusieurs épisodes des Simpson où il est question de magie, de superstition ou d'Irlande, on peut voit un leprechaun grincheux et colérique qui finit soit par se battre, soit par danser.
- Dans un épisode des Sorciers de Waverly Place, on peut y voir un leprechaun enfermé dans une cage. Il est montré comme un personnage agressif mais aussi comme une bête de foire.
- Dans le neuvième épisode de la sixième saison de Supernatural, un leprechaun fait son apparition. Il est dit que sa magie serait si puissante qu'il serait en mesure de faire sortir l'âme de Sam de la cage de Lucifer.
- Dans Lost Girl, les leprechauns sont des créatures qui se nourrissent de la chance des humains.
- Dans la troisième saison de la série télévisée Glee, Brittany prend Rory, un étudiant irlandais, pour un leprechaun.
- Dans le cinquième épisode de la septième saison de Futurama, Fry, Bender et le père de Leela sont poursuivis par des leprechauns lorsqu'ils surfent sur la vague géante des égouts de Dublin.
- Le sketch Happy Birthday de My Movie Project met en scène des leprechauns.
- L'épisode 7 de la saison 5 de Bones, intitulé Iron Leprechaun, fait référence au leprechaun.
- Dans l'épisode 25a de la série télévisée Monstres contre Aliens, intitulé When Luck Runs Out, un leprechaun recruté par Team Monster s'énerve après s'être fait écraser par un distributeur automatique.
- Dans l'épisode 6 de la saison 1 de la série télévisée d'animation Batman, de jeunes voleurs se font passer pour des leprechauns.
- Dans un épisode de la série animée Garfield, un leprechaun est mis en scène.
- Un des personnages principaux de la série Wishfart, Dez, est un leprechaun.
- L' épisode 8 de la Saison 3 de American Horror Stories s'intitule Leprechaun. Il s'agit d'un épisode montrant le déclin de ces créatures dans le monde actuel.

### Jeux vidéo
- Ce sont aussi quelques-unes des nombreuses créatures mythologiques que l'on peut trouver dans Heroes of Might and Magic IV.
- Veigar, un des champions jouables du jeu en ligne League of Legends possède une apparence de leprechaun qu'il est possible d'acheter.
- Blacksmith, un des héros jouables du jeu en ligne Heroes of Newerth possède également une apparence de leprechaun qu'il est possible d'acheter.
- LOKI, un champion jouable dans Smite 1 possède une apparence de leprechaun qu'il est possible dacheter.